# Zebe cornutus
Zebe cornutus är en stekelart som beskrevs av La Salle 2005. Zebe cornutus ingår i släktet Zebe och familjen puppglanssteklar.
Artens utbredningsområde är Brunei. Inga underarter finns listade i Catalogue of Life.